# Lynda Ouédraogo
Lynda Ouédraogo (ur. w 1991) – burkińska lekkoatletka specjalizująca się w skoku o tyczce.

## Rekordy życiowe
- Skok o tyczce – 2,80 (2011) rekord Burkina Faso[2]
- Skok o tyczce (hala) – 2,60 (2010) rekord Burkina Faso[3]